# Palmieriet
Palmieriet, K2Pb(SO4)2, is een zeldzaam sulfaatmineraal.
De aanwezigheid werd ontdekt in het Voynichmanuscript.
Het is gevonden in gebieden met vulkanische activiteit.